# American Classic
American Classic es el sexagesimosegundo álbum de estudio del músico estadounidense Willie Nelson publicado por la compañía discográfica Blue Note Records el 25 de agosto de 2009. El disco se enfoca en canciones tradicionales estadounidenses y clásicos del jazz y contó con la colaboración de invitados como Norah Jones y Diana Krall. 

## Grabación
En 2008, Nelson se reunió en su rancho de Austin (Texas) con el productor Tommy LiPuma y con Joe Sample para seleccionar las canciones a grabar. Las doce canciones seleccionadas resultaron se una colección de clásicos que incluyeron una regrabación de "Always on My Mind". Un dúo con Barbra Streisand había sido planeado para el álbum, aunque finalmente no fue grabado. La fotografía de la portada fue realizada en el rancho de Nelson por el fotógrafo Danny Clinch. El álbum fue nominado al Grammy en la categoría de mejor álbum de pop vocal tradicional.

## Lista de canciones
| N.º | Título                                      | Escritor(es)                                          | Duración |  |
| 1.  | «The Nearness of You»                       | Hoagy Carmichael, Ned Washington                      | 4:44     |  |
| 2.  | «Fly Me to the Moon»                        | Bart Howard                                           | 2:51     |  |
| 3.  | «Come Rain or Come Shine»                   | Harold Arlen, Johnny Mercer                           | 3:57     |  |
| 4.  | «If I Had You» (con Diana Krall)            | James Campbell, Reginald Connelly, Ted Shapiro        | 4:22     |  |
| 5.  | «Ain't Misbehavin'»                         | Fats Waller, Harry Brooks, Andy Razaf                 | 2:56     |  |
| 6.  | «I Miss You So»                             | Jimmy Henderson, Bertha Scott, Sid Robin              | 4:32     |  |
| 7.  | «Because of You»                            | Arthur Hammerstein, Dudley Wilkinson                  | 3:24     |  |
| 8.  | «Baby, It's Cold Outside» (con Norah Jones) | Frank Loesser                                         | 3:59     |  |
| 9.  | «Angel Eyes»                                | Matt Dennis, Earl Brent                               | 4:34     |  |
| 10. | «On the Street Where You Live»              | Alan Jay Lerner, Frederick Loewe                      | 2:57     |  |
| 11. | «Since I Fell for You»                      | Buddy Johnson                                         | 3:41     |  |
| 12. | «Always on My Mind»                         | Johnny Christopher, Mark James, Wayne Carson Thompson | 3:28     |  |

## Personal
- Willie Nelson - voz y guitarra.
- Joe Sample - piano y arreglos.
- Norah Jones - piano y coros.
- Mickey Raphael - armónica.
- Diana Krall - piano y coros.
- Anthony Wilson - guitarra.
- Lewis Nash - batería.
- Jeff Hamilton - batería.
- Christian McBride - batería.
- Robert Hurst - bajo.
- Jim Cox - órgano.
- Jeff Clayton - saxofón alto.

## Posición en listas
| País           | Lista                 | Posición |
| -------------- | --------------------- | -------- |
| Canadá         | Canadian Albums Chart | 19       |
| Estados Unidos | Top Country Albums    | 14       |
| Estados Unidos | Billboard 200         | 43       |